# 高陽警察署
高陽警察署（コヤンけいさつしょ）は、京畿北部地方警察庁所管の警察署である。

## 管轄区域
- 高陽市のうち徳陽区

## 沿革
- 1949年10月11日 -西大門警察署から分離して開署。管轄は高陽郡。
- 1992年1月1日 - 高陽郡の市昇格に伴い管轄が高陽市に変更される。
- 1999年12月18日 - 一山警察署開署に伴い、一山区内の派出所を移管

## 管轄地区隊
- 花井地区隊
- 元堂地区隊
- 幸信地区隊

## 管轄派出所
- 神道派出所
- 高陽派出所
- 花田派出所
- 官山派出所